# لونغزهينج

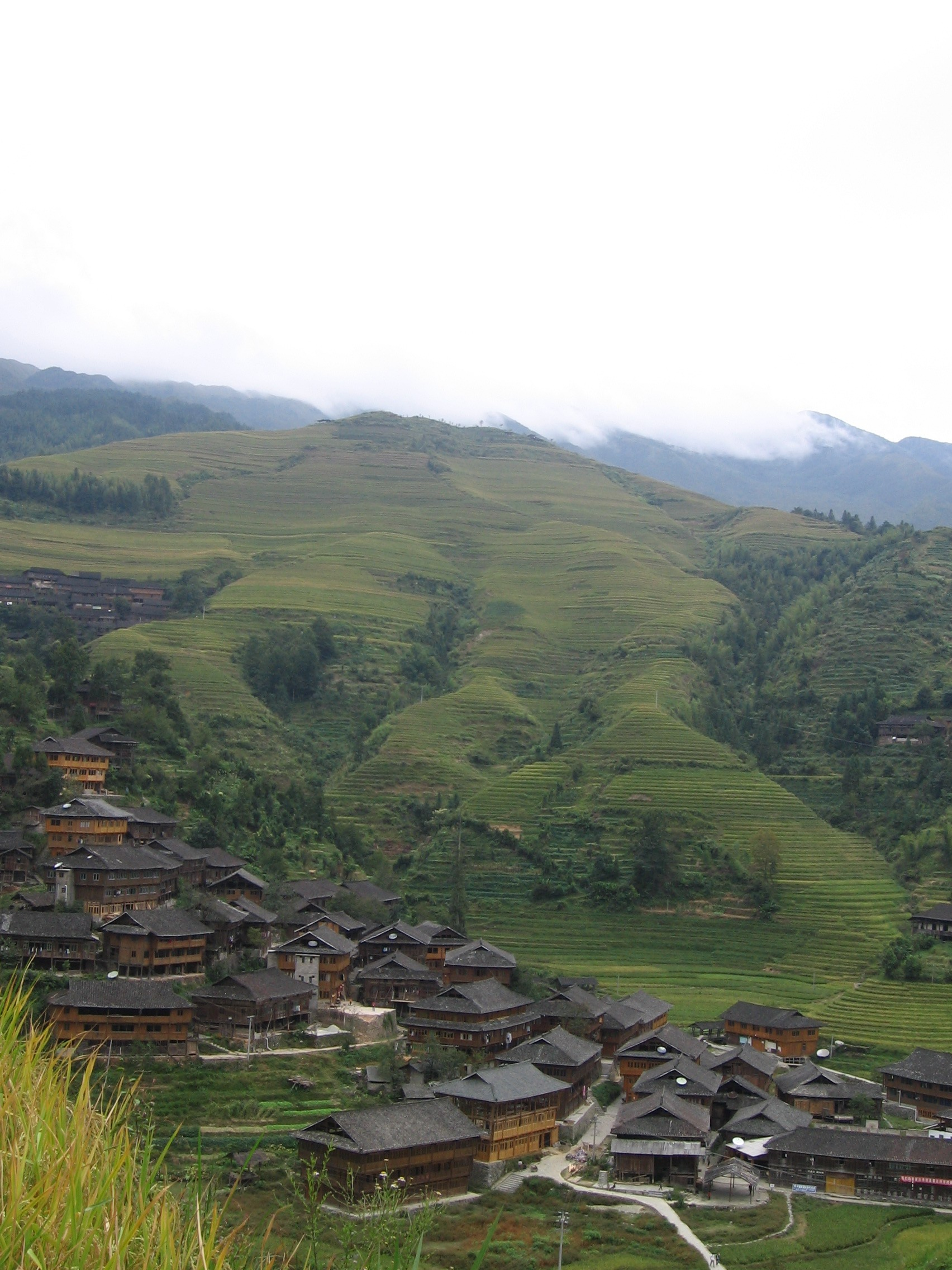
قرية جبلية بالقرب من لونغزهينج.

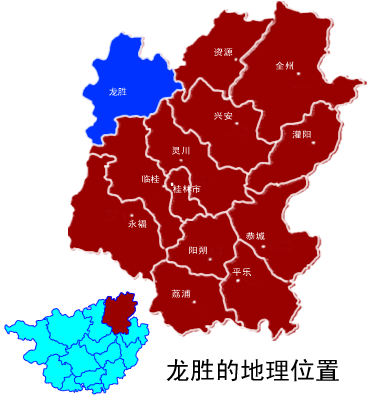
Longsheng في Guilin

لونغزهينج هي مقاطعة ذاتية الحكم في الصين ، يقطنها عديد من الوطنيات الصينية (بالصينية:龙胜各族自治县) تنتمي لونغزهينغ إلى إدارة مقاطعة غيلين في قوانغشي. تشتهر بزراعة الأرز على مصاطب مما يعطيها جمالا فريدا .
تبلغ مسحتها نحو 2.537 كيلومتر مربع ويسكنها نحو 170.000 من السكان (إحصاء 2004). بلديتها الرئيسة لونغزهينج (龙胜镇).

## صور من لونغزهينج

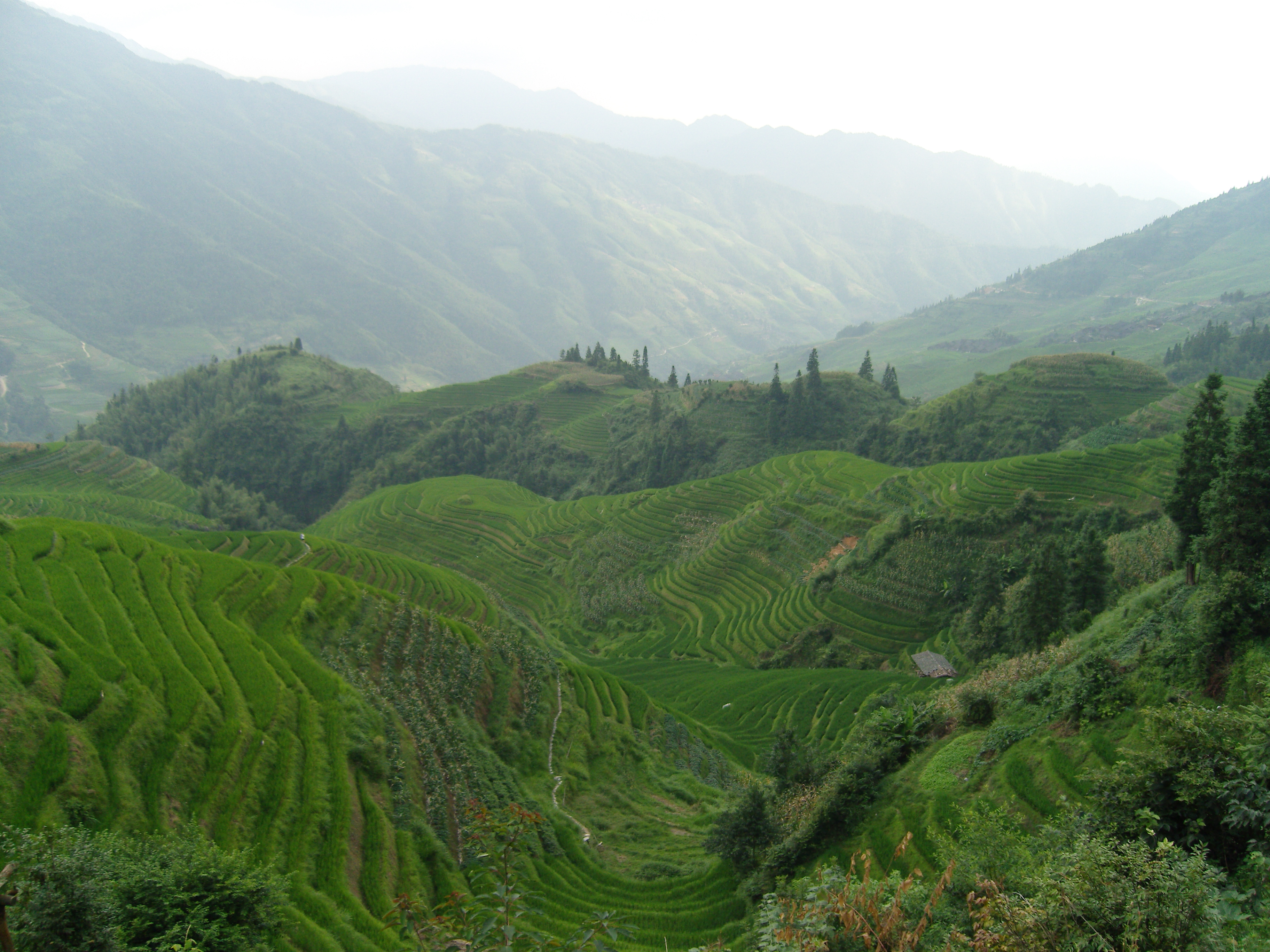
مزارع أرز في لونغزهينج
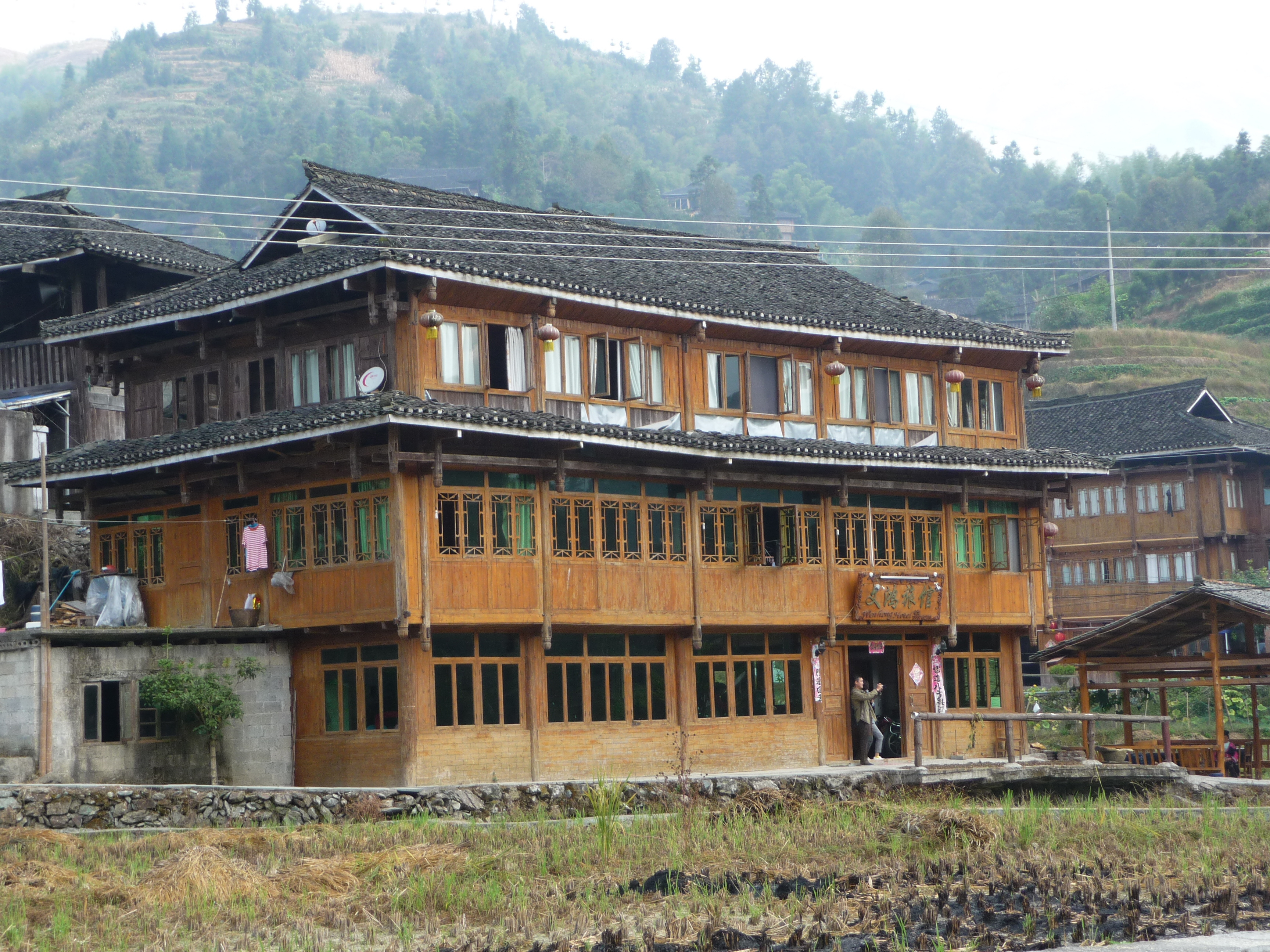
منزل في لونغزهينج
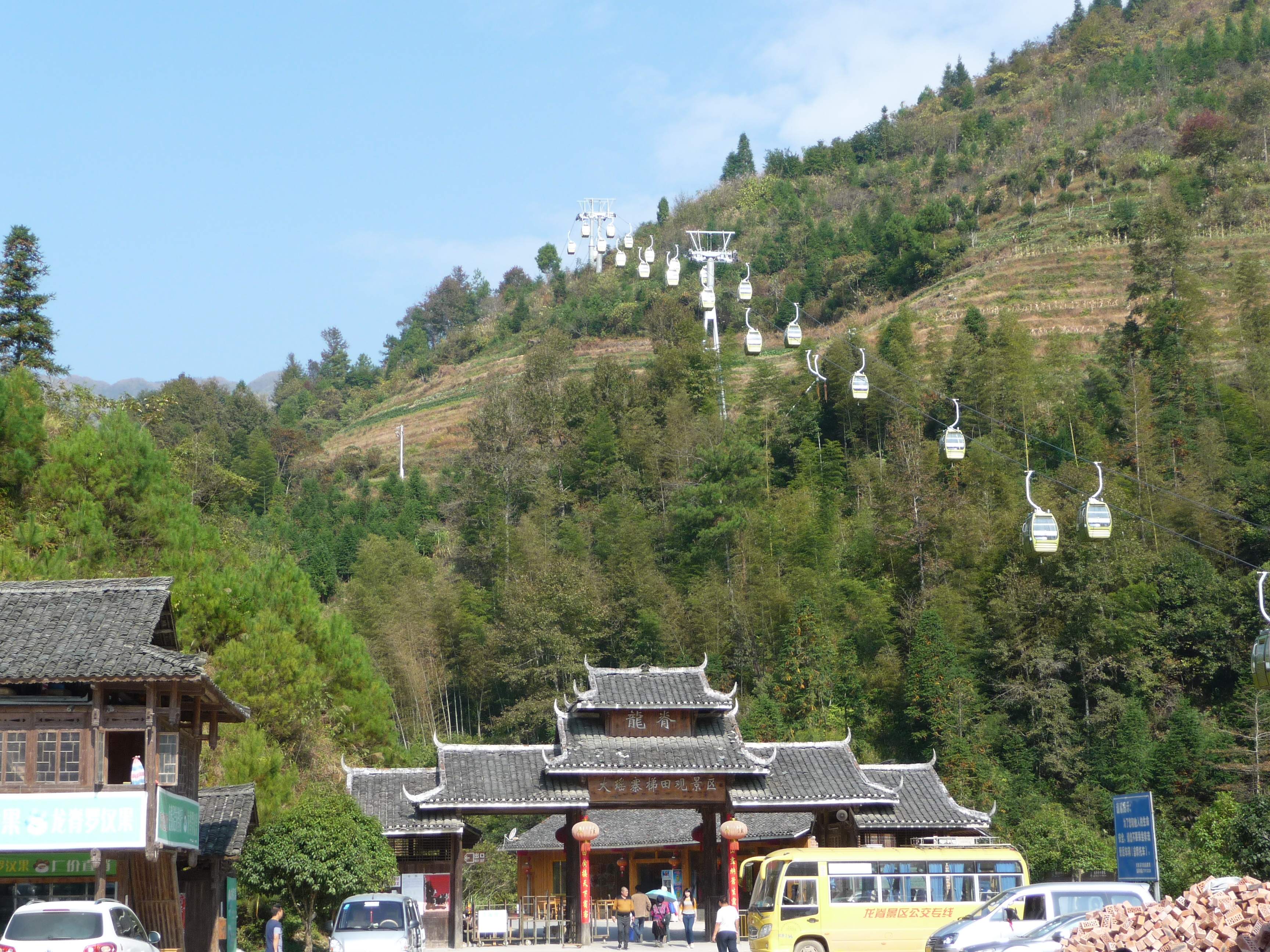
Bergbahn
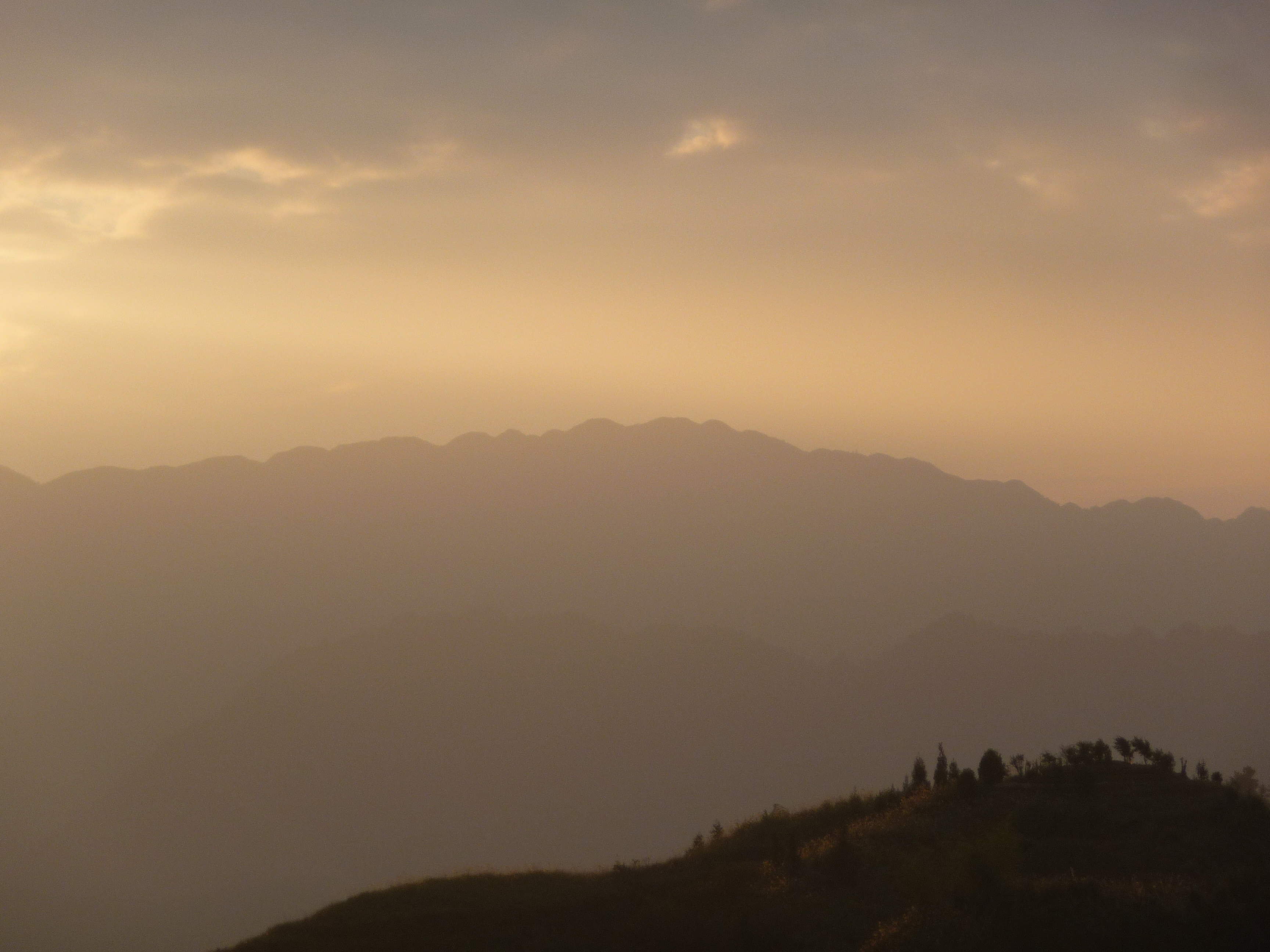
شروق الشمس
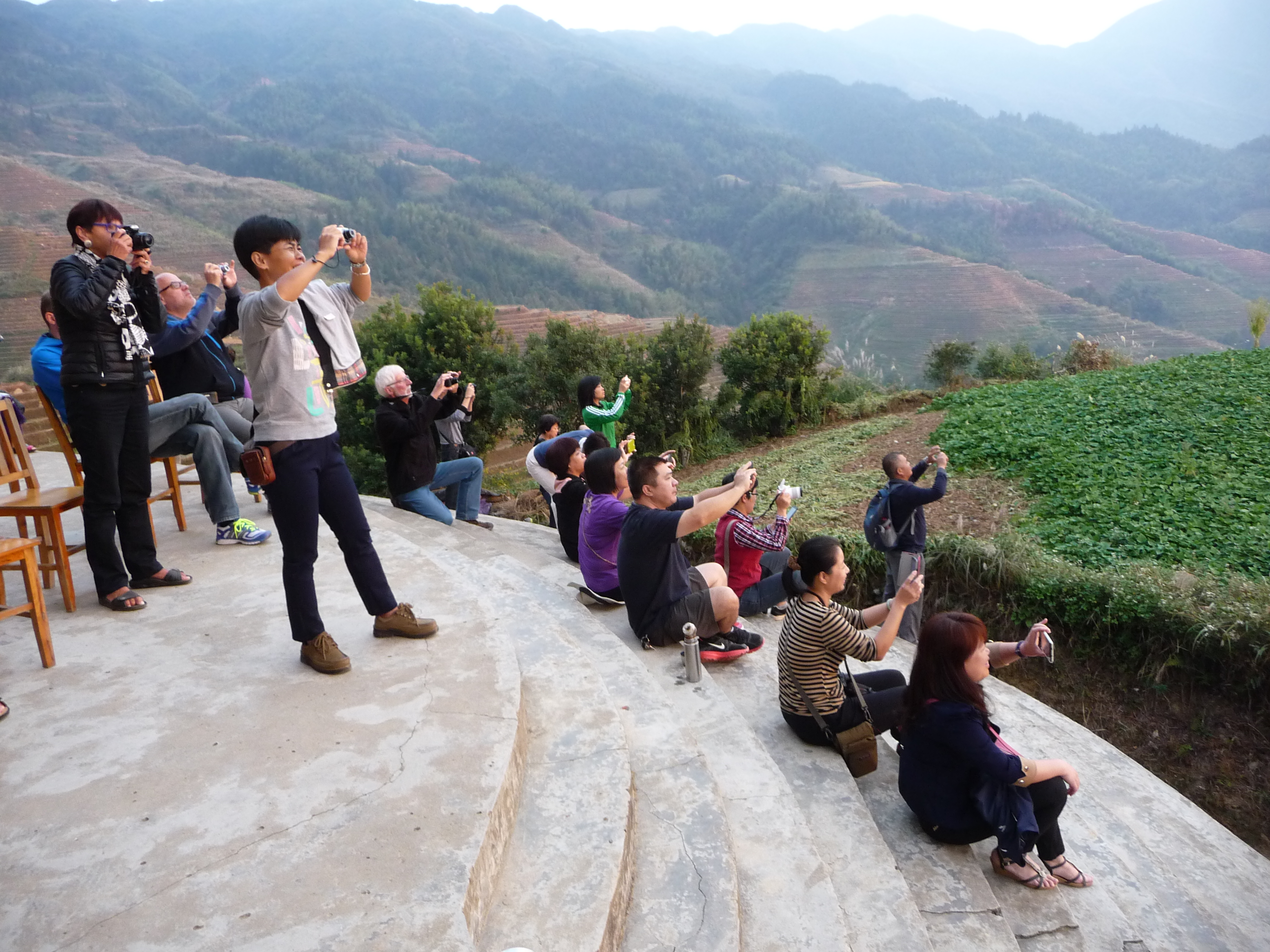
شروق الشمس
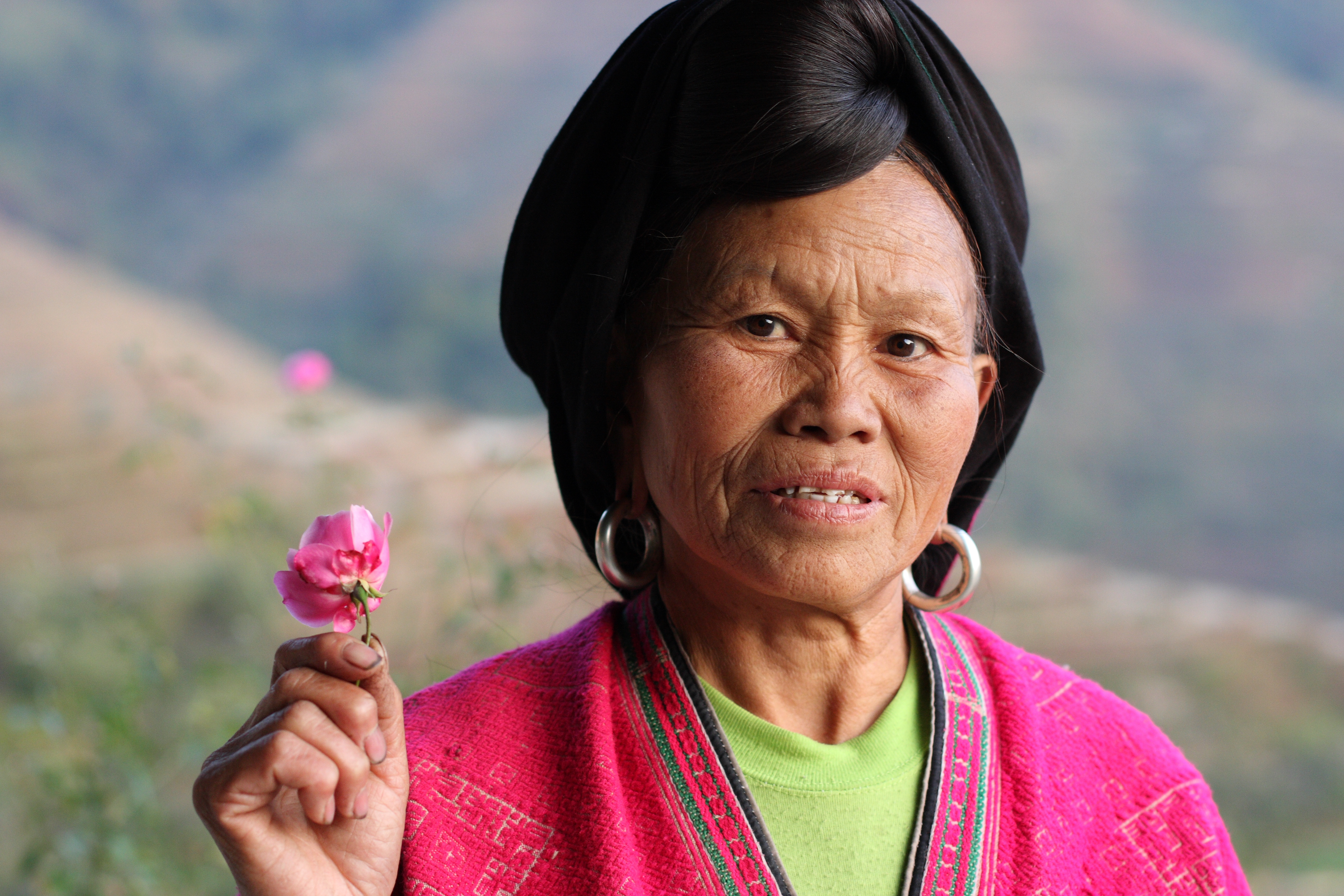
امرأة من شعب Yao

## وصلات خارجية
- Longsheng in der Online-Enzyklopädie Baidu - Chinesisch
- Website der Kreisregierung - Chinesisch